# Нова Осота

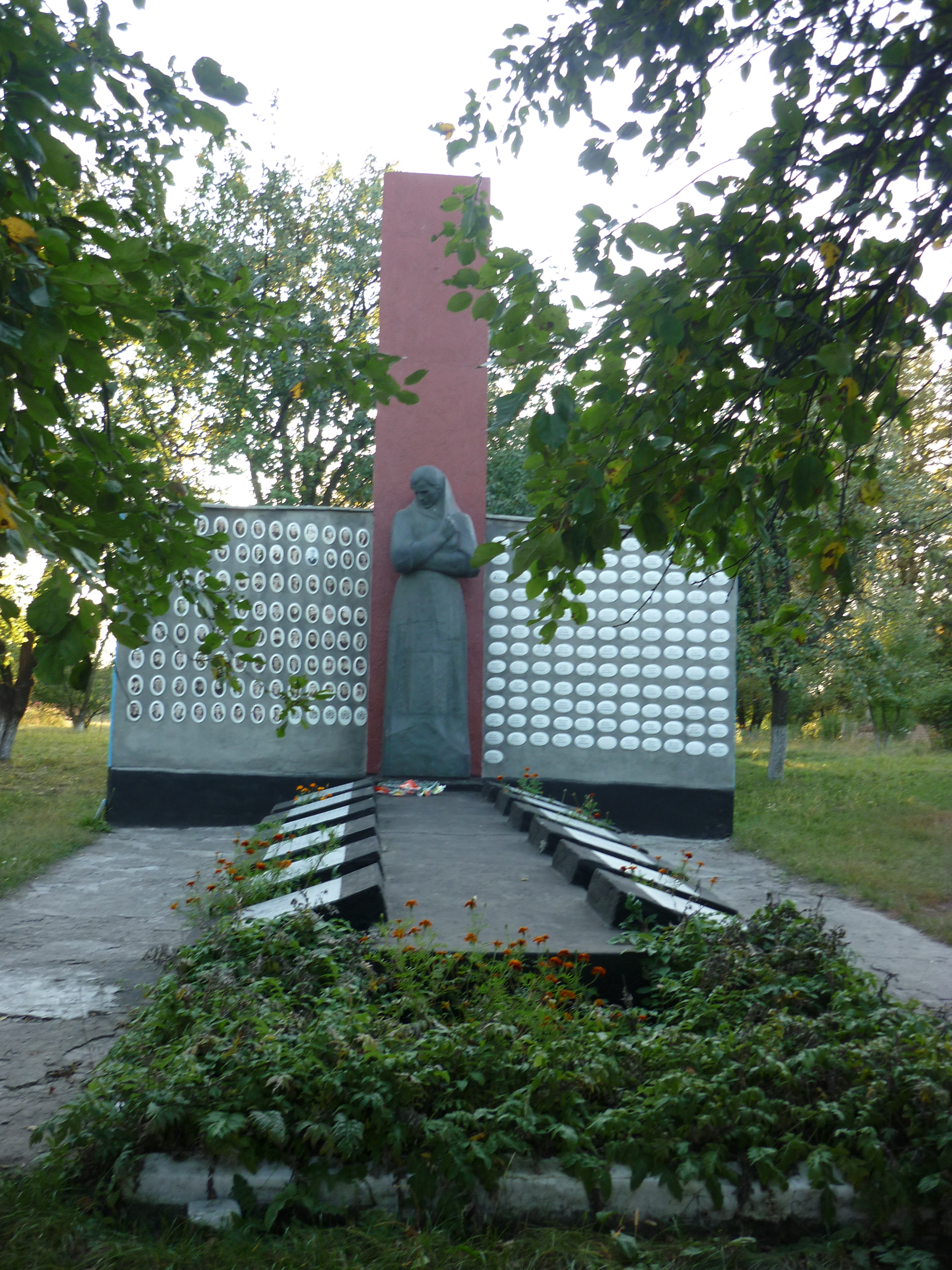
Пам'ятник загиблим воїнам

Нова́ Осота́ — село в Україні, в Олександрівській селищній громаді Кропивницького району Кіровоградської області. Населення становить 1035 осіб. Колишній центр Староосотської сільської ради.

## Історія
Старе козацько-християнське село Чигиринщини, центру Держави Війська Запорізького з часів Хмельниччини, у селі і його околицях здавна проживали численні нащадки старих козацько-християнських родів Київської Русі-України, представники строкатої цивілізації воїнів Христових обох берегів Дніпра.
Станом на 1885 рік у колишньому власницькому селі Староосотської волості Чигиринського повіту Київської губернії мешкала 1641 особа, налічувалось 213 дворових господарств, існували православна церква, школа та 2 постоялих будинки.
За переписом 1897 року кількість мешканців зросла до 2189 осіб (1076 чоловічої статі та 1113 — жіночої), з яких 2160 — православної віри.

## Населення
Згідно з переписом УРСР 1989 року чисельність наявного населення села становила 1605 осіб, з яких 712 чоловіків та 893 жінки.
За переписом населення України 2001 року в селі мешкали 1342 особи.

### Мова
Розподіл населення за рідною мовою за даними перепису 2001 року:
| Мова       | Відсоток |
| ---------- | -------- |
| українська | 95,16 %  |
| циганська  | 2,90 %   |
| російська  | 1,71 %   |
| молдовська | 0,15 %   |
| білоруська | 0,07 %   |

## Відомі уродженці і жителі
- Гупало Денис Мусійович (1898—1923) — нащадок старих козацько-християнських родів краю, військовий діяч часів УНР, Отаман Чорного лісу;
- Богдан (отаман Холодного Яру) — отаман Холодного Яру, згаданий в книзі Юрія Горліса-Горського «Холодний Яр» присвяченій козацько-християнському повстанському руху на Чигиринщині і Подніпров'ї, на теренах Київської Русі-України, молодої Української Республіки 1920х рр.;
- Козир Михайло Сидорович (23.05.1894 — 24.10.1930) — нащадок старих козацько-християнських родів краю, відомих з часів Гетьманщини (Держави Війська Запорізького), один з організаторів і керівників робітничо-селянського (робочо-християнського), краснокозачого і краснопартизанського руху опору Колчаку на Алтаї, соратник Юхима Мамонтова, керівник одного з полків Робітничо-Селянської Червоної Армії Західного Сибіру на початку 1920х, брат педагога Феодосія Сидоровича Козиря (1911—1938), чиї батьки переселились на Алтай на початку 20 ст.;